# La Vella Dixieland
La Vella Dixieland és un grup català molt popular, consagrat al jazz clàssic, sobretot del tipus Nova Orleans i dixieland. En els seus inicis van utilitzar el nom complet de La Vella Dixieland Jazz Band i es coneix com La Vella en els ambients musicals.
El grup va formar-se l'any 1980, com una reunió d'amics per tocar la música que més els agradava: el jazz clàssic. Malgrat que el nom del grup fa referència a l'estil dixieland, el seu repertori és molt més ampli. A més a més del jazz tradicional també inclouen el swing, els espirituals, el blues i el jazz actual de Nova Orleans. Temes dels clàssics (Louis Armstrong, Duke Ellington, Billie Holiday) s'alternen amb temes de nous autors i fins i tot algun tema de producció pròpia.

## Història
L'any 1989 enregistren el seu tercer àlbum, amb la col·laboració de Manel Joseph, vocalista de l'Orquestra Plateria, que hi canta adaptacions catalanes de temes com "Dixieland Rock", "Honey Suckle Rose", "I Got A Woman" i "Kansas City", a més d'una versió del "Blues en sol" de Guillem d'Efak.
L'estiu de 2010 La Vella la formen els músics: Pep Gol (trompeta), Pau Casares (clarinet i saxo tenor), Xavi Manau (trombó), Benoit Poinsot (saxo alt), Gerard Nieto (piano), Josemi Moraleda (contrabaix) i Pinyu Martí (bateria). Com a veu convidada tenen la cantant Esther Ovejero. També col·labora amb La Vella el trompetista Josep Maria Farràs.
Al llarg de la seva trajectòria han format part de la formació Xavier Mateu, Jordi Homs, Jordi Lacruz, Raimon Pou, Oriol Bordas, Antonio Peña, Enric Colomer, Eugeni Gil, Pau Bombardó, Ricardo Hochberger, Nono Fernandez, Ramon Escalé, Ricky Araiza, Francesc Capella, Erwyn Seeruton, Aldo Munari, Pep Pascual i Artur Regada.
Altres col·laboracions destacades han estat: Carles Segarra (Los Rebeldes), Big Mama, Michele McCain, Txell Sust, Monica Green, Leroy Jones, Erwyn Seerutton, La Locomotora Negra i amb la Coral Sant Jordi, i també han participat en projectes de grups com Els Pets i Lax'n'Busto i de companyies teatrals com Comediants i Tricicle.

## Discografia principal
- 1987: La Vella Dixieland (DiscMedi)
- 1989: La Vella Dixieland 2 (PDI), amb Manel Joseph
- 1990: 4 en directe (DiscMedi)
- 1992: Viatge a Nova Orleans (DiscMedi), amb Michele McCain
- 1995: Ragtime (DiscMedi), amb Big Mama i Josep Maria Farràs
- 1999: Hot Time (DiscMedi), amb Txell Sust i Josep Maria Farràs
- 2000: 20 anys (DiscMedi), amb Txell Sust, Josep Maria Farràs i Caspar St Charles
- 2004: Swing On (DiscMedi), amb Marian Barahona i Josep Maria Farràs
- 2006: 25 (DiscMedi), amb Marian Barahona i Josep Maria Farràs
- 2011: Cooking (al Luz de Gas) (DiscMedi)